# Csongrády Zsuzsanna
Csongrády Zsuzsanna (Budapest, 1935. október 16. – Salgótarján, 2013. február 1.), születési neve: Csongrády Zsuzsanna Magdolna, alternatív nevei Csongrády Zsuzsa, Csongrádi Zsuzsa/nna/, tanár, fordító, Antal László nyelvész felesége és több művének fordítója.

## Élete
Szülei Csongrády Zoltán Szvoboda és Horváth Izabella (1900–1974) tanítónő. 1954-ben kezdte felsőfokú tanulmányait az Eötvös Loránd Tudományegyetemen (ELTE), majd 1957-ben feleségül ment a tanárához, Antal László nyelvészhez, akitől két fia született. Az idősebb fiú Antal László Zoltán, aki 1960. március 5-én született Budapesten, és 2004. október 16-án hunyt el Nagymaroson. A fiatalabb gyermeke Antal Zoltán Kornél (1964– ), aki édesanyja születési nevét használja, és a Csongrády Zoltán K. nevet vette fel.
1985-ben férjét az ELTE BTK Általános és Alkalmazott Nyelvészeti Tanszék vezetőjévé nevezték ki, nem sokkal azelőtt, hogy végleg elhagyta az országot, és az NSZK-ba disszidált. A családja is vele tartott. Az NSZK-ból pedig az Amerikai Egyesült Államokba mentek.
Virginia állam Manassas nevű városában telepedtek le, a lakcímük 7444 Emerald Drive Manassas, VA 22110 volt.
Férje szívrohamtól halt meg az amerikai fővárosban, Washingtonban.
Antal László özvegye 2013. február 1-jén Salgótarjánban hunyt el, és földi maradványait 2013. március 6-án helyezték végső nyugalomra Zebegényben, ahol 1985-ös disszidálásuk előtt élt a család.

## Fordításai
- Antal László (szerk.) 1981a: Modern nyelvelméleti szöveggyűjtemény 1 A prágai iskola, Tankönyvkiadó, Budapest. (ford. többek között: Csongrády Zsuzsanna)
- Antal László (szerk.) 1982a: Modern nyelvelméleti szöveggyűjtemény 2, Az amerikai strukturalisták, Tankönyvkiadó, Budapest. (ford.: Csongrády Zsuzsanna)
- Antal László (szerk.) 1982b: Modern nyelvelméleti szöveggyűjtemény 3, A genfi iskola 1, Tankönyvkiadó, Budapest. (ford. többek között: Csongrády Zsuzsanna)
- Antal László (szerk.) 1983a: Modern nyelvelméleti szöveggyűjtemény 4, A koppenhágai iskola 1, Tankönyvkiadó, Budapest. (ford.: Csongrády Zsuzsanna)
- Antal László (szerk.) 1983b: Modern nyelvelméleti szöveggyűjtemény 4, A koppenhágai iskola 2, Tankönyvkiadó, Budapest. (ford.: Csongrády Zsuzsanna)
- Antal László (szerk.) 1984a: Modern nyelvelméleti szöveggyűjtemény 5.1, Tankönyvkiadó, Budapest. (ford.: Csongrády Zsuzsanna)
- Antal László (szerk.) 1984b: Modern nyelvelméleti szöveggyűjtemény 5.2, Tankönyvkiadó, Budapest. (ford.: Csongrády Zsuzsanna)
- Antal László (szerk.) 1986c: Modern nyelvelméleti szöveggyűjtemény 6.3, Tankönyvkiadó, Budapest. (ford.: Csongrády Zsuzsanna)